# ハイズオン市
ハイズオン市（-し, ベトナム語：Thành phố Hải Dương / 城庯海陽?  発音）はハイズオン省の省都である。

## 概要
ベトナム北部、紅河デルタ地方に位置する都市。ハノイから東に57km、ハイフォンから西に45kmに位置する。

## 行政区画
以下の19坊6社から構成される。
- アイクオック坊（Ái Quốc / 愛国）
- ビンハン坊（Bình Hàn / 平翰）
- カムトゥオン坊（Cẩm Thượng / 錦上）
- ハイタン坊（Hải Tân / 海新）
- レタインギー坊（Lê Thanh Nghị / 黎青誼）
- ナムドン坊（Nam Đồng / 南同）
- ゴクチャウ坊（Ngọc Châu / 玉洲）
- グエンチャイ坊（Nguyễn Trãi / 阮廌）
- ニーチャウ坊（Nhị Châu / 二洲）
- ファムグーラオ坊（Phạm Ngũ Lão / 范五老）
- クアンチュン坊（Quang Trung / 光中）
- タンビン坊（Tân Bình / 新平）
- タンフン坊（Tân Hưng / 新興）
- タックコイ坊（Thạch Khôi / 石灰）
- タインビン坊（Thanh Bình / 清平）
- チャンフンダオ坊（Trần Hưng Đạo / 陳興道）
- チャンフー坊（Trần Phú / 陳富）
- トゥーミン坊（Tứ Minh / 四明）
- ヴィエトホア坊（Việt Hòa / 越和）
- アントゥオン社（An Thượng / 安上）
- ザースエン社（Gia Xuyên / 嘉川）
- リエンホン社（Liên Hồng / 連鴻）
- ゴクソン社（Ngọc Sơn / 玉山）
- クエットタン社（Quyết Thắng / 決勝）
- ティエンティエン社（Tiền Tiến / 前進）

## 歴史
1804年、城東（タインドン、ベトナム語：Thành Đông / 城東?）として設立。フランス植民地時代に海陽となる。1968年より、ハイズオン省とフンイエン省が合併した海興省（ハイフン、ベトナム語：Tỉnh Hải Hưng / 省海興?）に所属していたが、1996年に分離し、元のハイズオン省に戻った。

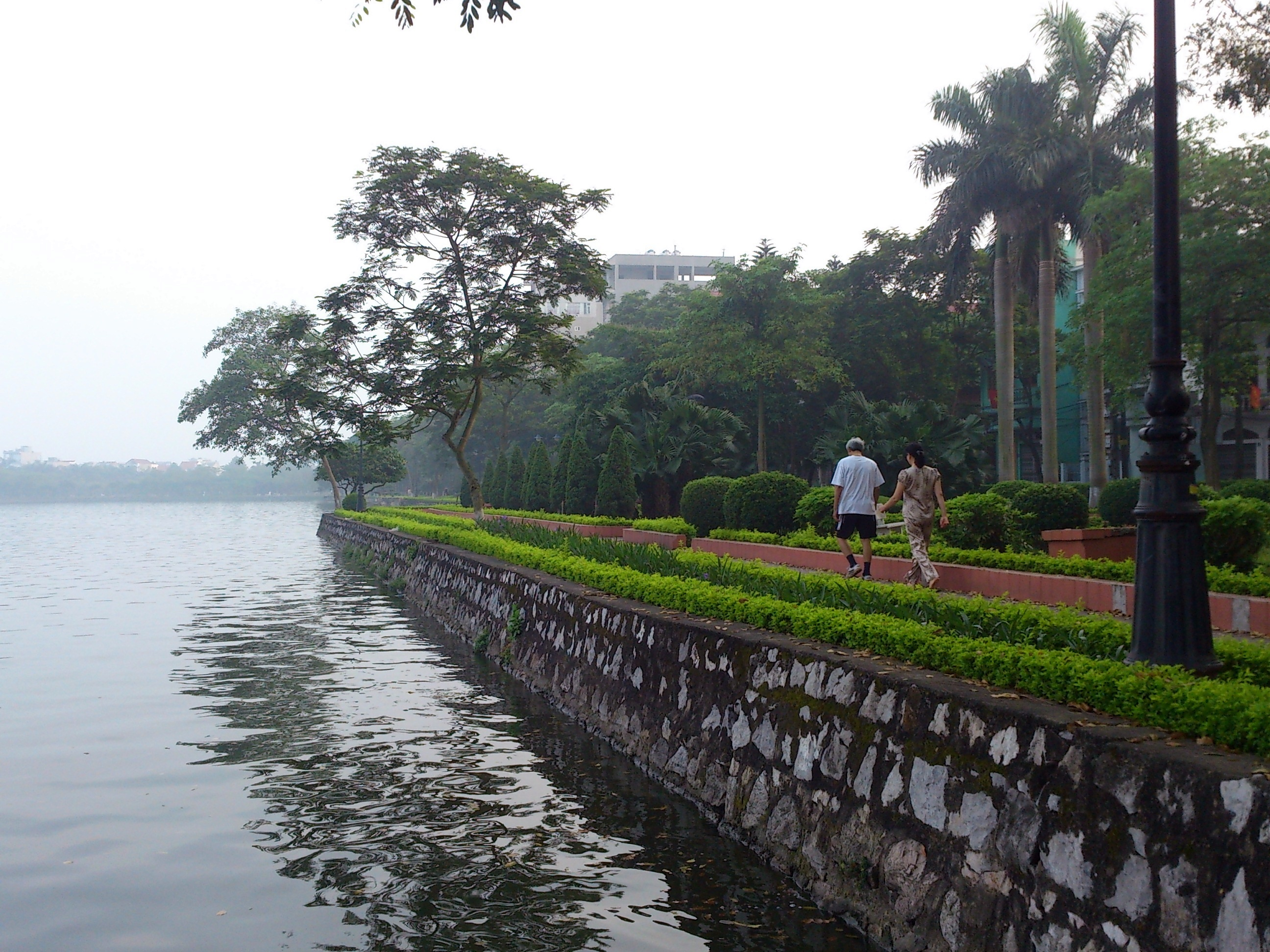
ハイズオンのバックダン湖畔